# Jakt (segelfartyg)

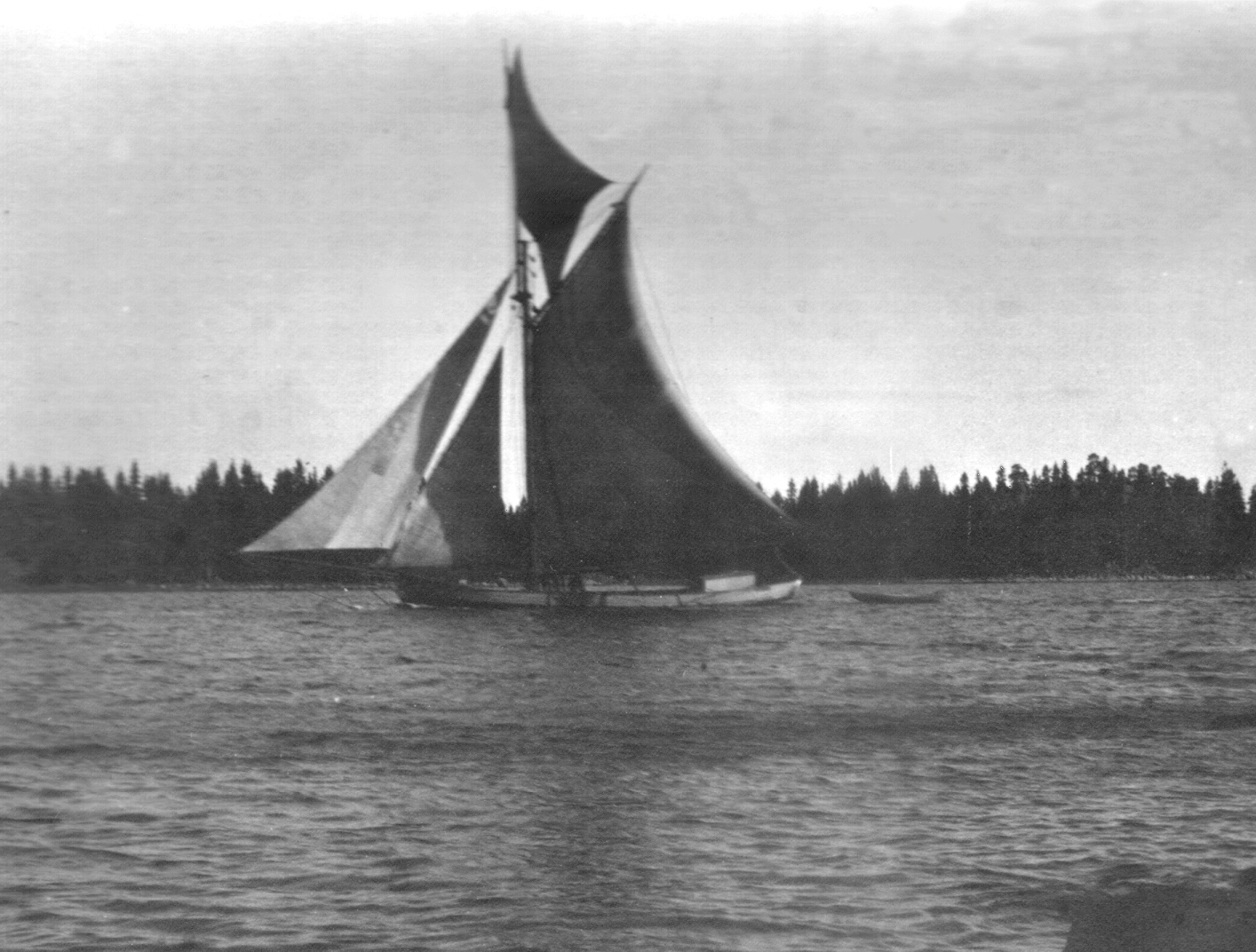
Traditionell jakt av Östersjötyp, med gaffelstorsegel, gaffeltoppsegel, fock och klyvare

En jakt (från holländska jachtschip) är ett mindre enmastat segelfartyg (handelsfartyg) på 20 till 70 tons dräktighet och 1½ till 3 meters djupgående med last, som har en mast utan toppstång och för gaffelstorsegel med bom, gaffeltoppsegel, två eller tre stagsegel och vid medvind bredfock.
Även skärgårdskryssare kallas traditionellt för jakter.

## Etymologi
Namnet kommer från en mindre typ av segelfartyg som var vanlig i Holland på dess grunda fjärdar, och kan antas härröra från verbet jaga i betydelsen fara fort fram. (Man kan jämföra med benämningen på fartygstypen jagare, som inget har gemensamt med jakter, men semantiskt har samma ursprung).

## Historik
I Östersjön vet man att benämningen använts åtminstone sedan 1700-talet, till exempel i Carl Michael Bellmans Stolta stad: "Bland jakter och skutor spanjefararn står".
På 1800-talet och i början av 1900-talet var jakten ett mycket vanligt fartyg i bondeseglationen och bar här en rigg med en mast som förde ett gaffelstorsegel och ett litet toppsegel samt två eller tre stagsegel framför masten, delvis från ett långt bogspröt. De äldsta kunde ha ett litet råsegel ännu uppe vid salningen. Riggen var förhållandevis lättarbetad och fartyget kunde vanligen manövreras av bara två man. Dessutom var de goda och snabba seglare och följsamma i manövrerna.
I mitten av 1900-talet byggdes riggen på många av dem om till skonertrigg, med två master. Några enstaka exemplar finns kvar ännu i dag, och några repliker har byggts relativt nyligen.
På Sveriges västkust avses vanligtvis en mindre spetsgattad fraktskuta med pålmast. Nordisk Familjebok uppger att jakten skiljer sig från slupen genom att den inte har en förlängningsspira i masttoppen.